# Królowa Nocy (postać)

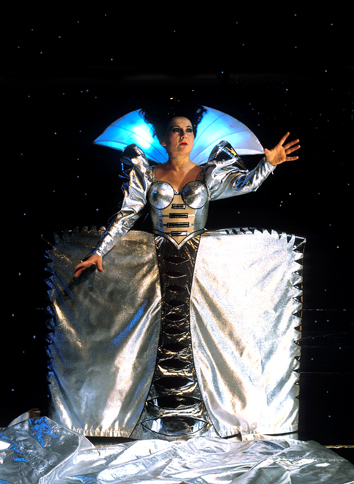
Zdzisława Donat w roli

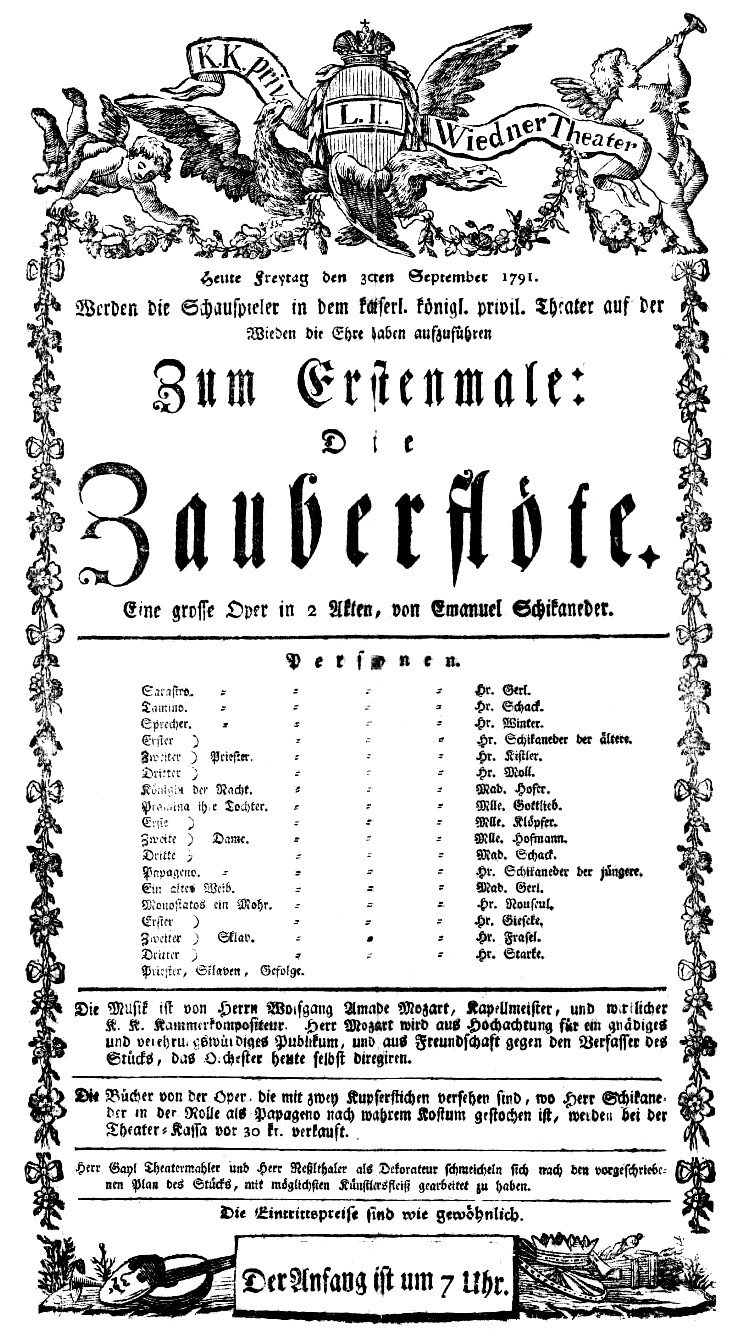
Afisz z prapremiery Czarodziejskiego fletu (1791), Królowa Nocy wymieniona jako siódma z postaci.

Królowa Nocy, w języku niemieckim (oryginalnym) Königin der Nacht − postać fikcyjna, jedna z głównych bohaterek singspielu Wolfganga A. Mozarta Czarodziejski flet (KV 620) z librettem Emanuela Schikanedera. To w jej krainie rozpoczyna się akcja utworu. Trzy dwórki Królowej ratują przed ogromnym wężem księcia Tamina, który zgubił się w czasie polowania. Sama Królowa przekazuje mu przez nie portret swojej córki − Paminy, a osobiście posyła go Paminie na ratunek. Prawdziwy jej charakter widz poznaje w drugim akcie opery − kiedy to zleca córce zabójstwo dobrotliwego Sarastra, arcykapłana Izydy i Ozyrysa, grożąc w przeciwnym razie matczyną klątwą i odtrąceniem. W początku finału opery przyrzeka rękę Paminy odrażającemu Maurowi − Monostatosowi. Rola Królowej, napisana na sopran koloraturowy, uchodzi za jedną z najtrudniejszych ról operowych.

## Fragmenty opery z udziałem Królowej Nocy
- recytatyw i aria (I akt) − O zittre nicht... Zum Leiden bin ich auserkoren
- aria (II akt) − Der Hölle Rache kocht in meinem Herzen
- finał opery: (Królowa, Trzy Damy, Monostatos) − Nur Stille, Stille, Stille, Stille!

## Odtwórczynie i wykonania (wybór)
- Josepha Hofer − siostra Konstancji Mozart, z domu Weber, 30 września  1791, Wiedeń, Theater auf dem Wien, dyrygent: Wolfgang Amadeus Mozart
- Wilma Lipp − 1950 r., dyrygent: Herbert von Karajan
- Lucia Popp − dyrygent: Otto Klemperer
- May Sandoz − 1978 r., Festiwal operowy w Glyndebourne, dyrygent: Bernard Haitink
- Erika Miklosa − dyrygent: Claudio Abbado
- Beverly Hoch − 1990 r., dyrygent: Roger Norrington
- June Anderson − 1991 r., dyrygent: Charles Mackerras
- Sumi Jo − 1991 r., dyrygent: Georg Solti
- Diana Damrau − 2003 r., dyrygent: Colin Davis
- Anny Mory − dyrygent: David Josefowitz
- Natalie Dessay
- Edita Gruberová
- Luciana Serra
- Clara Polito

### Polki w roli Królowej Nocy
- Zdzisława Donat
- Jolanta Żmurko - Opera Wrocławska
- Katarzyna Oleś-Blacha − Opera Krakowska
- Agnieszka Dondajewska − Opera Poznańska
- Małgorzata Olejniczak − Opera Poznańska
- Aleksandra Buczek − Opera Wrocławska
- Katarzyna Dondalska
- Joanna Woś − Teatr Wielki w Łodzi
- Aleksandra Olczyk – Teatr Wielki w Poznaniu
- Joanna Moskowicz − Opera Wrocławska
- Aleksandra Kubas-Kruk - Teatr Bolszoj
- Edyta Piasecka – Opera Krakowska

- Anna Kutkowska-Kass - Teatr Wielki w Warszawie